# Joseph Ramotshabi
Joseph Ramotshabi (ur. 1 czerwca 1962) – botswański lekkoatleta, średniodystansowiec.
Brał udział w igrzyskach w 1980, 1984 i 1988. W Moskwie wystartował w biegu na 400 m, w którym odpadł w pierwszej rundzie zajmując ostatnie, 7. miejsce w swoim biegu eliminacyjnym z czasem 51,49 s. Dzięki występowi na tych igrzyskach jest najmłodszym botswańskim olimpijczykiem. W Los Angeles zaprezentował się w biegu na 400 i 800 m. Na krótszym dystansie odpadł w pierwszej rundzie plasując się na 6. pozycji w swoim biegu eliminacyjnym z czasem 48,11 s. Na dłuższym dystansie także zakończył rywalizację w pierwszym etapie. W swoim biegu eliminacyjnym był 5. z czasem 1:48,17 s. Był najmłodszym Botswańczykiem na tych igrzyskach. W Seulu wziął udział w sztafecie 4 × 400 m. Wraz z nim w skład sztafety wchodzili Kepabetse Gaseitsiwe, Benny Kgarametso i Sunday Maweni. Ramotshabi biegł na pierwszej zmianie, a botswańska drużyna uzyskała w swoim biegu eliminacyjnym czas 3:13,16 s, w wyniku czego zajęła w nim ostatnie, 7. miejsce i odpadła z dalszej rywalizacji.

## Rekordy życiowe
- 400 m – 48,35 ( Helsinki, 7 sierpnia 1983)
- 800 m – 1:48,17 (1984)